# ペイル・ブルー・ドット

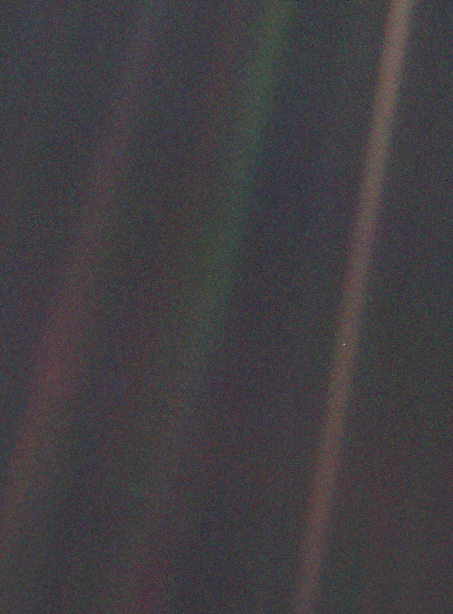
60億キロメートル離れた位置から見ると、地球は青白い小さな点にしか見えない（右側の茶色の帯の真ん中より下の辺り）

ペイル・ブルー・ドット（英語: Pale Blue Dot）は、1990年に約60億キロメートルのかなたからボイジャー1号によって撮影された地球の写真である。太陽系家族写真の1枚として撮影されたこの写真では、広大な宇宙に対して地球は0.12ピクセルの小さな点でしかない。ボイジャー1号は当初の目的を達成して太陽系を離れるところであったが、カール・セーガンの依頼を受けたアメリカ航空宇宙局 (NASA) の指令によってカメラを地球に向け、この写真を撮影した。撮影された地球が淡く青い点（a pale blue dot）であったことからこの写真自体が「ペイル・ブルー・ドット」（Pale Blue Dot）と名付けられた。1990年に撮影されて以来、地球から最遠の場所で撮影された地球の写真である。
1994年にセーガンはPale Blue Dot: A Vision of the Human Future in Space（日本語題：『惑星へ』）と題する著書を出している。

## 背景

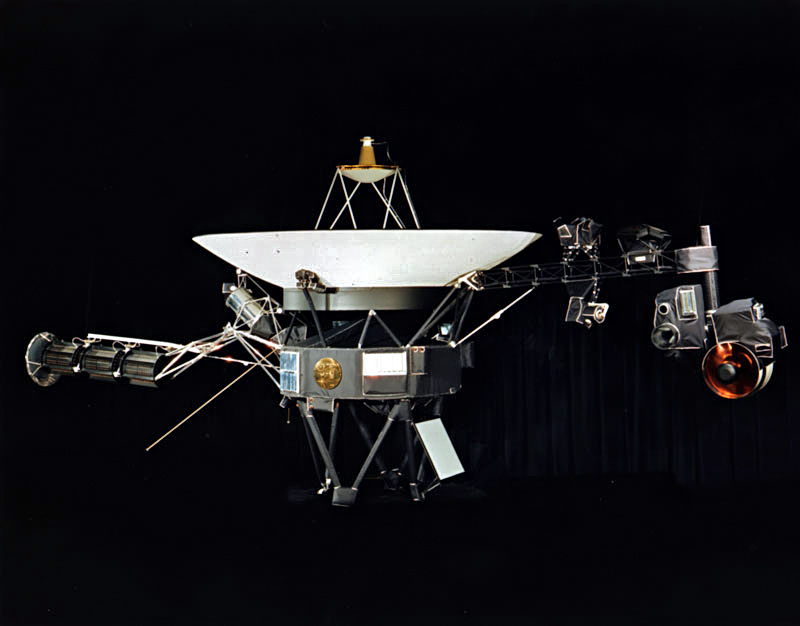
ボイジャー1号の宇宙船

ボイジャー1号は、NASAによって1977年9月5日に打ち上げられた 重量722キロのアメリカ合衆国の宇宙探査機であり、太陽系の外惑星領域 と、最終的には星間空間の観測を目的としていた。打ち上げ以来34年間以上、ボイジャー1号は2025年現在でも日々の指令を受け取り、ディープスペースネットワークにデータを伝送している。この探査機は、太陽圏外に出た初めての探査機であり、地球から最も遠く離れた人工物でもある。
ボイジャー1号は、現在はミッションを拡充され、カイパーベルトやヘリオスフィアを含む太陽系境界の観測を行っている。1979年に木星系、1980年に土星系に到達し、当初のミッションは、1980年11月20日に終了した。ボイジャー1号は、2つの巨大惑星とその衛星の詳細な画像を撮影した初めての宇宙探査機となった。
ボイジャー1号は、予定では土星を通過する頃までの作動を期待されていたが、土星を1981年に通過すると、セーガンは、この探査機に最後に地球の写真を撮影させることを提案した。彼は、その写真に写った地球はあまりに小さく科学の役には立たないが、我々の地球は宇宙の中にあるのだという視点を提供するのに有益であると指摘した。NASAのボイジャー計画に携わる多くの職員がこの案に賛成したが、ほとんどの者は太陽近くにある地球の写真を撮影することは、宇宙船のカメラを損傷することにつながるリスクがあると懸念していた。1989年末まで行われた機器の校正も写真の撮影を遅らせる要因となった。そのころにはボイジャー1号に無線指令を送っていたNASAの技術者は、解雇されるか他部署に異動させられていた。最終的に、当時のNASA長官リチャード・トゥルーリーが仲裁し、撮影は実施された。ペイル・ブルー・ドットは狭いアングルの写真であるが、広いアングルの写真としてはNASAのジェット推進研究所が2枚の写真の合成によって太陽と地球、金星を中心とする空間を1枚の画像としたものがある。

## 写真
ペイル・ブルー・ドットは、ボイジャー1号が、6万4000km/hの速度で 打上げから12年後に60億キロメートルを進んで太陽系の縁に達した時に撮影された。1990年2月14日、すでに当初のミッションを終えたボイジャー1号に、NASAから、振り返って太陽系の惑星の写真を撮影するようにとの指令が与えられた。宇宙船に伝えられる指令工程の作成と写真の露光の計算は、ジェット推進研究所のキャンディー・ハンセンとアリゾナ大学のキャロリン・ポルコによって行われた。NASAの撮影チームは、カメラを太陽に向けたことによりカメラが壊れ、それ以上の写真が撮れなくなることを懸念し、最初に外惑星の写真を撮影した。1990年2月14日から6月6日にかけて、ボイジャー1号は60枚の写真を撮影してテープレコーダーに蓄え、それらを地球に伝送した。ジェット推進研究所のキャンディス・ハンセン＝コハチェックが最初に確認した そのうちの1枚は、灰色がかった背景の中、地球が薄暗い青色の点（ペイル・ブルー・ドット）としてはっきりと見える写真だった。
太陽とともに地球と金星が入った領域が同時に含まれる広域の画像がペイル・ブルー・ドットと呼ばれる場合もある。地球と金星を中心とした2枚の狭い画像を合成したものである。この画像は、撮像管が太陽の散乱した光で飽和しないように、カメラの最も暗いフィルター（メタン吸収帯）を用い、可能な最も短い露光時間（5ミリ秒）で撮影が行われた。太陽系の縁にいたボイジャーからでは、太陽は小さく見えたが、それでも地球から見える最も明るい恒星であるシリウスよりも800万倍も明るかった。写真の中の太陽が明るすぎたため、写真は、反射の多い焼けついた画像になった。太陽の周囲の光線は、広域レンズの前に設置された校正光源の回折像である。この写真は、64万ピクセルから構成される。この写真は太陽と地球の間の狭域で撮影されたため、地球は、散乱光線の一つの中央付近にある。地球の大きさは1ピクセルよりも小さい（NASAによると0.12ピクセルである）。画像を地球に送信した電波は、光速で進んでも地球に到達するまでに5時間30分近くを要した。さらにディープスペースネットワークはマゼラン計画やガリレオ計画に人を取られていたため、画像の受け取りは遅れた。ペイル・ブルー・ドットの詳細な分析により、画像には月も写っていたものの、あまりに微かであり、特殊な加工をしなければ見えなかったことも明らかになった。

## 光の偏波と散乱の効果
地球に反射された光の偏波（偏光） と散乱 の効果により、地球はこの写真の中で薄暗い青い点として写っている。地球による偏光の効果は、雲量や、海・森・砂漠・雪原などが写っている面積などの様々な要因に依存する。各種の地表面による寄与は、それらの上空のレイリー散乱と表面そのものからの反射が複合したものである。光の波長、散乱角、雲量の総合的な効果により、地球が薄暗い青い点として見える。大気のレイリー散乱によって、可視光スペクトルの青色領域で偏光が特に強く起こる。POLDER衛星の輻射計で得られたデータを用いた計算によると、波長443ナノメートル、散乱角90度での地球が薄暗い青い点として見えるための偏光度は、平均的な55%の雲量で23%、最少の10%の雲量では40%である。

## 距離

写真が撮られた際のボイジャー1号のおおよその位置を黄緑色で示している

NASAジェット推進研究所のHORIZONSシステムは、ウェブ上で太陽系の天体の天体暦を生成することができる。このツールによると、1990年2月14日と1990年6月9日のボイジャーと地球との距離は、以下のとおりである。
| 測定単位     | 1990年2月14日    | 1990年6月9日     |
| ------------ | ---------------- | ---------------- |
| 天文単位     | 40.4722269111071 | 40.6835761263791 |
| キロメートル | 6,054,558,968    | 6,086,176,360    |
| マイル       | 3,762,136,324    | 3,781,782,502    |

## カメラ

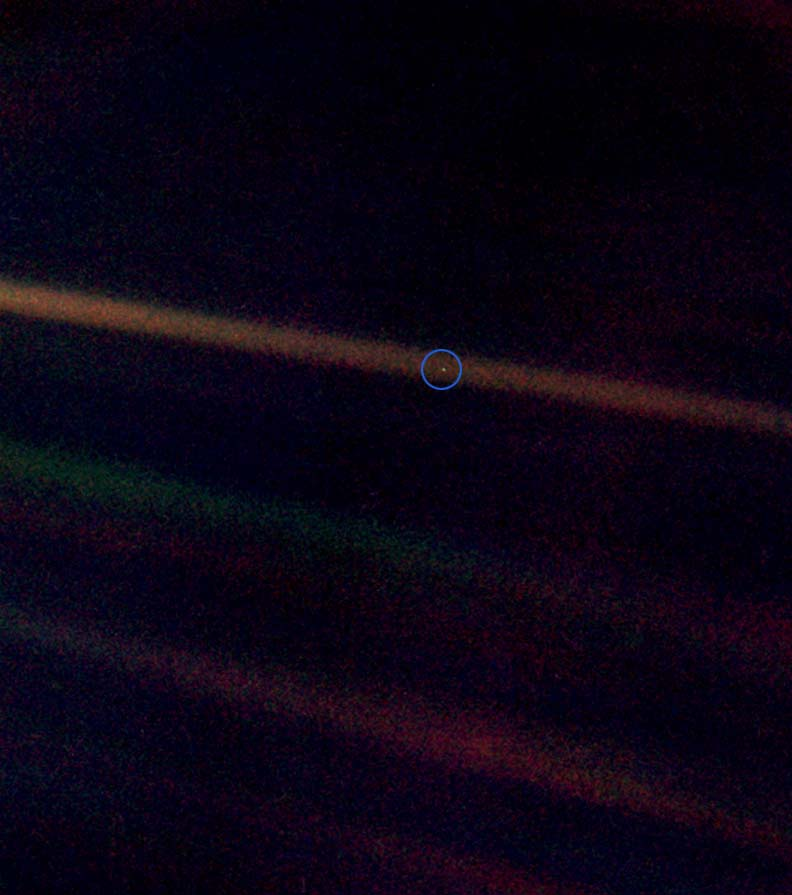
セーガンは、「人類の全ての歴史は、この小さな青い点で起こっている。ここは、我々の唯一の家だ」と指摘した（1994年10月13日、コーネル大学での演説）

撮影にはボイジャー1号の画像化サブシステム (imaging science subsystem, ISS) の狭域カメラが使われた。狭域カメラ（焦点距離1500ミリ）は搭載されている二つのカメラのうち広域カメラと対になるもので、特定の目標の細部を撮影するためのものである。ボイジャーの撮影システムは、かつてのマリナー計画で使用された低速度スキャンビジコンカメラを改良したものである。他の搭載機器とは異なり、カメラの操作は自律化されておらず、コンピュータに内蔵されたパラメータ表によって制御された。ボイジャーのミッションが進行するにつれ、撮影対象となる天体は宇宙船から遠くなるため、露光時間を長くしても微かにしか見えなくなる。ボイジャー1号と地球との距離が長くなると、無線伝送の容量は小さくなる。無線伝送の容量が小さくなると、撮影装置の利用できるデータモードの数が少なくなる。撮影は、黄道面から32度上で、青色、緑色、紫色のフィルターを用い、それぞれのフィルターに対して0.72秒、0.48秒、0.72秒の露光時間で行われた。写真中で、地球にかかる光の帯は、太陽光がカメラの部品や日除けに当たって散乱したために生じたものである。
ペイル・ブルー・ドットを含む太陽系家族写真の撮影のあと、宇宙船は近い将来他の天体の傍を通らないことから、星間の長い航行でデータを収集する機器に電力を回すため、カメラの電源を切るように指令が出された。

## 関連書籍
- Sagan, Carl; Head, Tom (2006). Conversations with Carl Sagan (1st ed.). United States of America: The University Press of Mississippi. ISBN 1-57806-736-7
- Sagan, Carl; Freeman J., Dyson; Jerome, Agel (2000). Carl Sagan's Cosmic Connection:An Extraterrestrial Perspective. Cambridge University Press. pp. XV,302. ISBN 0-521-78303-8